# نورت دام ديس نيجيس (كيبك)
نورت دام ديس نيجيس (بالإنجليزية: Notre-Dame-des-Neiges, Quebec)‏ هي بلدية محلية في كيبيك تقع في كندا في Les Basques Regional County Municipality. يقدر عدد سكانها بـ 1,129 نسمة ومساحتها 93.50 كم2 .